# Bislama
Bislama, auch Bichelamar, Bêche-de-mer, oder Beach-la-Mar, ist eine der Amtssprachen der Republik Vanuatu und zugleich Lingua franca unter den 108 in Vanuatu gesprochenen Sprachen (die beiden Sprachen Aore und Ifo werden nicht mehr gesprochen). Für 90 % der Ni-Vanuatus – wie sich Vanuatus Einwohner selbst nennen – ist Bislama Zweitsprache, und für 10 % – zumeist die junge Generation aus den beiden Städten Port Vila und Santo – Erstsprache. Zudem wird sie von über 1200 Menschen in Neukaledonien gesprochen. Sie zählt zu den englischbasierten pazifischen Kreolsprachen. Aufgrund der Geschichte Vanuatus hat sie viele Lehnwörter aus dem Französischen und aus melanesischen Sprachen. Die Syntax ist stark melanesisch geprägt. Teilweise ist sie dem Pijin der Salomonen, dem Tok Pisin Papua-Neuguineas und dem Torres Creole im australischen Queensland ähnlich.

## Geschichte
Die Inseln des heutigen Vanuatu wurden vor einigen tausend Jahren von Melanesiern bevölkert, die verschiedene ozeanische Sprachen auf die Inseln brachten. Viele Dörfer hatten kaum Kontakt zueinander, so dass sich eine große Sprachenvielfalt entwickelte (Vanuatu hat die größte Sprachdichte). Europäer kamen erst in der Mitte des 19. Jhs. auf die Inseln – zumeist Briten und Franzosen, die dort Sandelholz entdeckten und anbauten. Sie rekrutierten viele Ni-Vanuatus zur Zuckerrohrplantagenarbeit in Queensland. Während des Zweiten Weltkriegs waren viele Ni-Vanuatus auf amerikanischen Militärbasen beschäftigt. Aus dieser vielsprachigen Situation entstand zuerst ein Englisch-Pidgin, welches von Generation zu Generation weitergegeben wurde und sich zur heutigen Kreolsprache Bislama weiterentwickelte.
Der Name lässt sich von Beach-la-Mar herleiten, welche selbst aus dem Französischen bêche-de-mer (deut.: Seegurke) kommt. Im 19. Jh. wurden Seegurken auf den Inseln im starken Maße geerntet und getrocknet. Das von den Arbeitern damals gesprochene Pidgin wurde mit dieser Tätigkeit assoziiert, so dass sich der Sprachname etablierte.

## Situation
Vanuatu ist (neben etwa Haiti) einer der wenigen Staaten, in denen eine Kreolsprache zur Amtssprache erhoben wurde. Ein Grund war sicherlich, dass Kommunalpolitiker ein Problem mit der nicht Englisch oder Französisch sprechenden Bevölkerung hatten. Das Parlament, Rundfunksendungen, Zeitungen nutzen hauptsächlich Bislama. Erst jetzt wird in den Grundschulen des Landes angefangen, auch Bislama zu lehren.

## Lexik
Die Lexik des Bislama umfasst ca. 2800 Wörter, die hauptsächlich aus dem Englischen des 19. Jahrhunderts stammen.
Beispiele:
| Bislama                       | Englisch                             | Deutsch              |
| ----------------------------- | ------------------------------------ | -------------------- |
| brij                          | bridge                               | Brücke               |
| buluk                         | von bullock                          | Ochse                |
| masket                        | musket                               | Gewehr               |
| giaman                        | altengl. gammon                      | betrügen             |
| puscat                        | von pussy cat                        | Katze                |
| Tank yu tumas                 | Thank you very much                  | Vielen Dank          |
| Yu gat…?                      | Do you have…?                        | Haben Sie/Hast Du …? |
| Mi wantem samting long kakae. | I am hungry/I want something to eat. | Ich bin hungrig.     |

Durch den Einfluss ozeanischer Sprachen veränderten sich auch oft die Bedeutung der aus dem Englischen stammenden Wörter.
Beispiele:
| Bislama | Englisch | Deutsch                    |
| ------- | -------- | -------------------------- |
| han     | hand     | Finger, Hand, Arm          |
| leg     | leg      | Fuß od. Bein               |
| harem   | hearing  | Sinne (hören, fühlen etc.) |

Eine nicht geringe Anzahl der Lexik stammt auch aus dem Französischen.
Beispiele:
| Bislama | Französisch | Deutsch         |
| ------- | ----------- | --------------- |
| bonane  | bonne année | Neujahrsfeier   |
| kabine  | cabinet     | Toilette        |
| pima    | piment      | scharfe Paprika |

Beispiele melanesischen Einflusses:
- kakae – Nahrung

Durch den geringen Wortschatz werden oft sehr blumenreiche Umschreibungen gebraucht.
Bibeltextpassage Lk 2,6-7 :
Tufala i stap yet long Betlehem, nao i kam kasem stret taem blong Meri i bonem pikinini. Nao hem i bonem fasbon pikinin blong hem we hem i boe. Hem i kavremapgud long kaliko, nao i putum hem i slip long wan bokis we oltaim ol man oli stap putum gras long hem, blong ol anamol oli kakae. Tufala i mekem olsem, from we long hotel, i no gat ples blong tufala i stap.
(2. Kapitel: Die Geburt Jesu – Während sie dort waren, geschah es, dass sich die Tage erfüllten, da sie gebären sollte, und sie gebar ihren erstgeborenen Sohn, hüllte ihn in Windeln und legte ihn in eine Krippe, weil nicht Platz für sie war in der Herberge).